# Aukuba japońska
Aukuba japońska (Aucuba japonica) – gatunek zimozielonego, dwupiennego krzewu z rodziny gariowatych. Występuje w naturze w Japonii (tam gatunek pospolity), Chinach (południowa część prowincji Zhejiang i Tajwan) oraz Korei, poza tym uprawiany. Ze względu na wrażliwość na silne mrozy – często w pojemnikach lub szklarniach.
W naturze rośnie w żyznych i wilgotnych glebach w cienistych zaroślach i lasach lub wśród skał, często nad strumieniami. W ciepłych krajach bywa notowana jako uciekinier z upraw w naturze (np. Karolina Północna w USA, Nowa Zelandia, Australia).
Aukuba japońska kwitnie w kwietniu. Owoce dojrzewają zimą oraz wiosną. Cała roślina jest trująca, w szczególności jej części nadziemne. Objawy zatrucia to biegunka, kolki oraz zapalenie przewodu pokarmowego. 

## Morfologia
PokrójKrzew osiągający do 2,5–3 m wysokości. Pędy grube, zielone, nagie, sztywne i rozgałęziające się widlasto.
LiścieNakrzyżległe, zimozielone, skórzaste, błyszczące (zwłaszcza od góry). Górna strona koloru ciemnozielonego, spodnia niebieskozielonego (po zasuszeniu czernieją). Blaszki eliptyczne do eliptyczolancetowych, ostro zakończone, u nasady zaokrąglone lub szeroko zbiegające, grubo piłkowane (ząbki tępe, w 2–6 parach w górnej części blaszki), czasem całobrzegie, osiągają 10–20 cm długości i do 10–12 cm szerokości.
KwiatyKwiaty drobne (do 7 mm średnicy), rozdzielnopłciowe zebrane są w kwiatostany wiechowate znajdujące się na szczytach pędów. Kwiatostany męskie składają się z 10 do 300 kwiatów i osiągają od 5 do 14 cm długości, natomiast żeńskie mają do 30 kwiatów oraz osiągają od 2 do 5 cm długości. Każdy z kwiatów posiada cztery ciemnofioletowe płatki, a każdy z nich osiąga od 8 do 10 mm średnicy u obu płci.
OwoceJasnoczerwone, ciemnoczerwone do czarnych, elipsoidalne, do 1–1,5 cm (2 cm) długości, jednonasienne.

## Uprawa
Aukuba japońska wymaga stanowiska półcienistego lub zacienionego. Na wiosnę roślina powinna być przycinana. Rośliny przemarzają w Europie Środkowej podczas ostrych zim, choć teoretycznie wytrzymują mrozy do -23 °C (6 strefa mrozoodporności). Aukuba przechowywana w zbyt ciepłych pomieszczeniach zimą często pada ofiarą czerwców.
Roślinę rozmnaża się zwykle za pomocą wierzchołkowych sadzonek pędowych z pojedynczym węzłem (liściem). Pozyskiwane mogą być one z drewniejących pędów od lutego do października.
Odmiany ozdobne
- 'Grandis' – liście bardzo duże, szerokie[6].
- 'Picturata' – liście żółto plamiste, z dużą plamą w środkowej części blaszki[9].
- 'Variegata' – liście żółto plamiste, plamki różnej wielkości rozmieszczone na całej blaszce[9].
- 'Longifolia' – liście zielone, silnie wydłużone (lancetowate)[15].

## Galeria

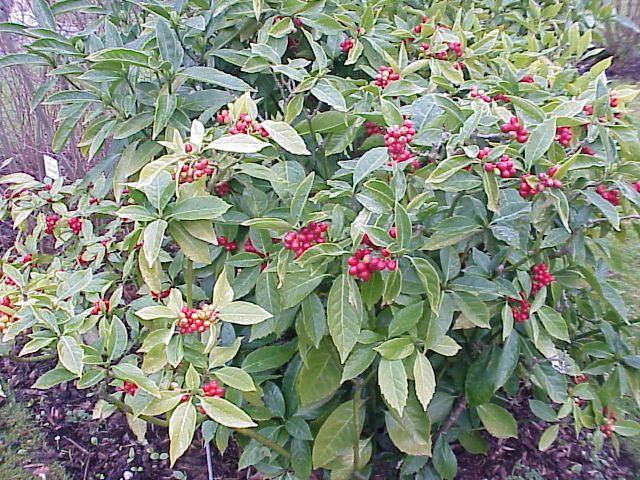
Pokrój
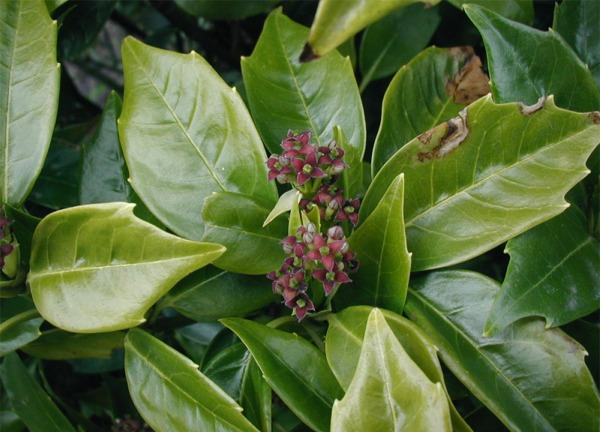
Kwiaty i liście
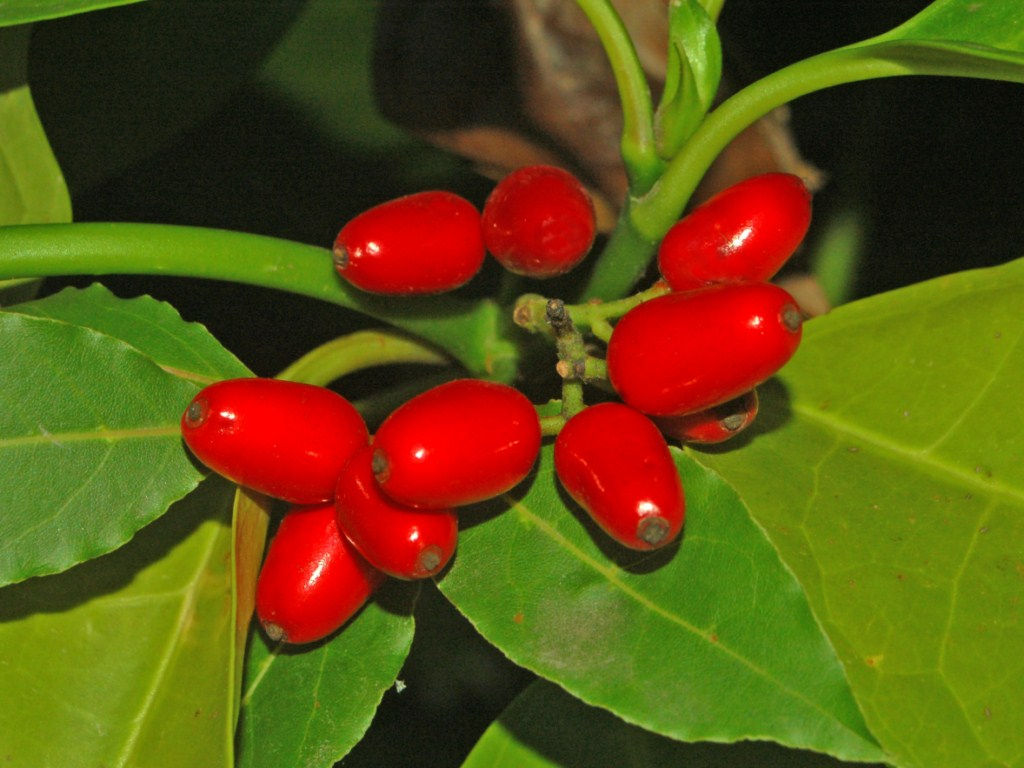
Owoce